# Hans-Jürgen Warnecke
Hans-Jürgen Warnecke (* 2. April 1934 in Braunschweig; † 19. März 2019) war ein deutscher Ingenieurwissenschaftler, Professor für Industrielle Fertigung und Fabrikbetrieb der Universität Stuttgart sowie Leiter des Fraunhofer-Instituts für Produktionstechnik und Automatisierung (IPA) in Stuttgart. Von 1993 bis 2002 war er Präsident der Fraunhofer-Gesellschaft in München und daneben von 1995 bis 1997 Präsident des Vereins Deutscher Ingenieure (VDI) in Düsseldorf.

## Leben
Hans-Jürgen Warnecke studierte Maschinenbau an der Technischen Hochschule Braunschweig und war anschließend als Forschungsingenieur, Oberingenieur und Leiter des Versuchsfeldes am Institut für Werkzeugmaschinen und Fertigungstechnik tätig. 1963 wurde Warnecke zum Dr.-Ing. promoviert. Bis 1970 war er für die Planung und Ausführung von Fabrikbauten und Fertigungsabläufen in den Werken Braunschweig, Uelzen, USA und Singapur für die Rollei-Werke Franke & Heidecke in Braunschweig beschäftigt.
Warnecke war von 1971 bis 1993 ordentlicher Professor und Inhaber des Lehrstuhls für Industrielle Fertigung und Fabrikbetrieb der Universität Stuttgart sowie Leiter des Fraunhofer-Instituts für Produktionstechnik und Automatisierung (IPA). Seine Hauptarbeitsgebiete waren Unternehmensplanung und -steuerung, Automatisierung, Montage, Handhabungstechnik, Instandhaltung, Qualitätswesen sowie Mess- und Sensortechnik. 1993 wurde Warnecke emeritiert. Sein Nachfolger wurde 1995 Engelbert Westkämper.
Von 1993 bis 2002 war er Präsident der Fraunhofer-Gesellschaft. Daneben war er von 1995 bis 1997 Präsident des Vereins Deutscher Ingenieure (VDI) in Düsseldorf. Bereits in den Jahren 1986 bis 1988 hatte er dem württembergischen Bezirksverein des VDI vorgesessen.
Von 1993 bis 2002 war er Testimonial des Unternehmenswettbewerbs „Top 100 – Die innovativsten Unternehmen im deutschen Mittelstand“ und Herausgeber des dazugehörigen Buches.

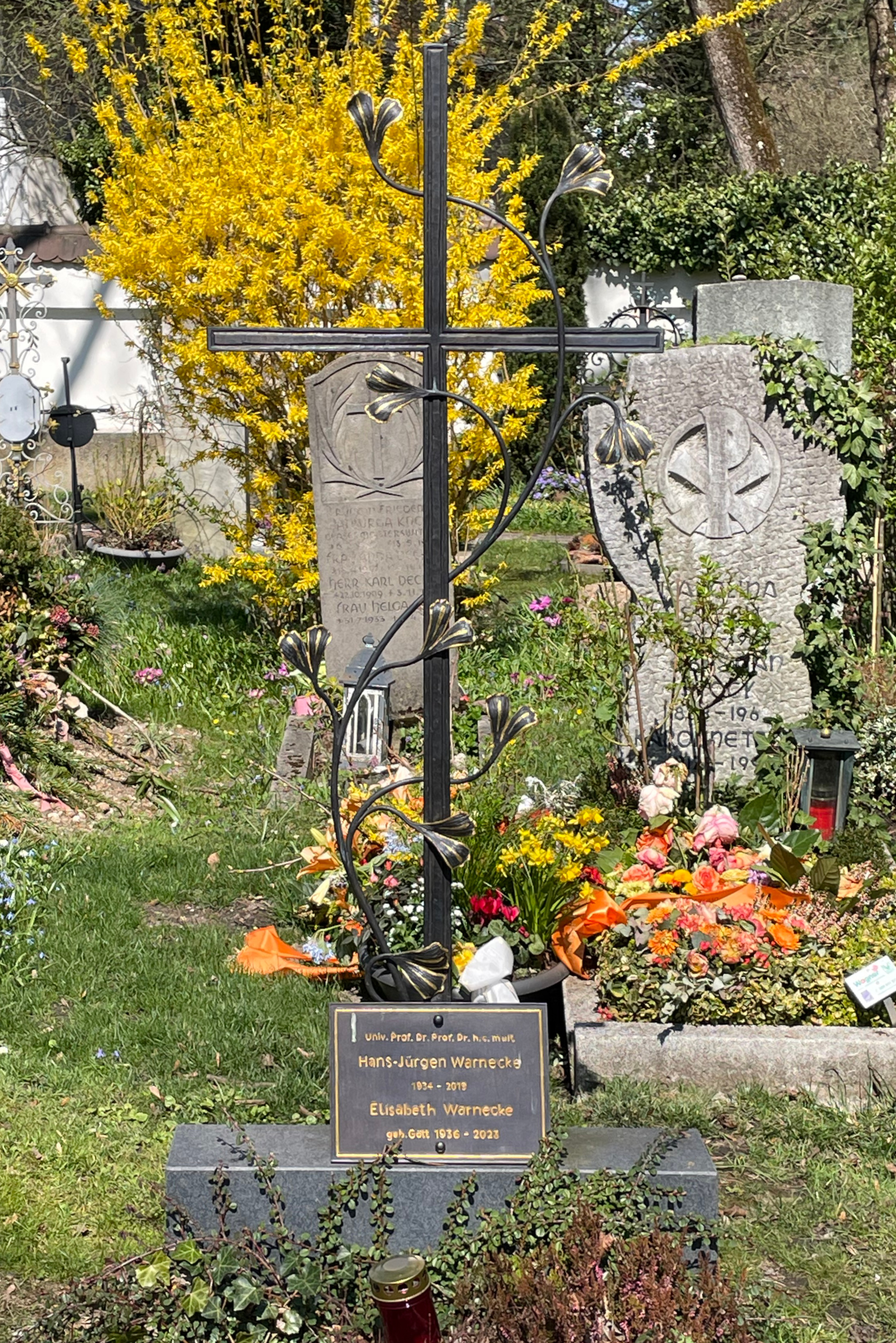
Grab von Hans-Jürgen Warnecke

Von 1996 bis 2002 war er Mitglied der Aufsichts- und Kontrollgremien (Beirat bzw. Kuratorium) der gemeinnützigen Bertelsmann Stiftung.
Hans-Jürgen Warnecke starb im März 2019 nach langer, schwerer Krankheit. Sein Grab befindet sich auf dem Nymphenburger Friedhof in München. 

## Ehrungen und Auszeichnungen
Hans-Jürgen Warnecke erhielt die Ehrendoktorwürde der Universitäten Magdeburg, Ljubljana und Timișoara sowie eine Ehrenprofessur der Jiaotong-Universität Shanghai und der Universität Baotou. Der Verein Deutscher Ingenieure zeichnete ihn 1977 mit dem VDI-Ehrenring und 1990 mit dem VDI-Ehrenzeichen aus. 1993 nahm die National Academy of Engineering der Vereinigten Staaten Warnecke als auswärtiges Mitglied auf. 1997 wurde er mit dem Niedersächsischen Verdienstorden, 1998 mit der Verdienstmedaille des Landes Baden-Württemberg und 2004 mit dem Bayerischen Verdienstorden ausgezeichnet. 2000 erhielt er die Grashof-Denkmünze des Vereins Deutscher Ingenieure und 2002 wurde er Träger des Ehrenrings der Eduard-Rhein-Stiftung.

## Schriften (Auswahl)
- Die Fraktale Fabrik. Rowohlt, Reinbek 1996, ISBN 3-499-19708-1.
- (mit Manfred Hüser): Revolution der Unternehmenskultur. Springer, Berlin 1993, ISBN 3-540-57196-5.
- Schiffsantriebe, 5000 Jahre Innovation. Koehlers Verlagsgesellschaft, Hamburg 2005, ISBN 3-7822-0908-7.